# I nuovi signori
I nuovi signori (Les Nouveaux Messieurs) è un film muto francese del 1929 diretto da Jacques Feyder. Si tratta di una commedia satirica che esplora le dinamiche politiche e sociali della Francia dell'epoca, mettendo in luce le tensioni tra il mondo dell'arte e quello della politica.

## Trama
La storia ruota attorno a Suzanne Verrier, una ballerina dell'Opéra di Parigi, corteggiata da due uomini: Jacques Gaillac, un elettricista sindacalista, e il conte de Montoire-Grandpré, un influente deputato conservatore. Quando Gaillac viene eletto deputato, la sua ascesa politica crea tensioni sia nella sua relazione con Suzanne che nel panorama politico, portando a una serie di eventi che mettono in discussione le convenzioni sociali e politiche.

## Produzione
All'epoca della sua uscita, I nuovi signori suscitò polemiche per la sua rappresentazione satirica della politica francese, tanto che la sua distribuzione fu inizialmente ritardata. Tuttavia, il film è stato successivamente riconosciuto per la sua audacia e il suo stile innovativo, diventando un esempio significativo del cinema muto francese degli anni '20.